# Villardeciervos (kommunhuvudort)
Villardeciervos är en kommunhuvudort i Spanien.   Den ligger i provinsen Provincia de Zamora och regionen Kastilien och Leon, i den nordvästra delen av landet, 270 km nordväst om huvudstaden Madrid. Villardeciervos ligger 856 meter över havet och antalet invånare är 514.
Terrängen runt Villardeciervos är platt åt nordväst, men åt sydost är den kuperad. Terrängen runt Villardeciervos sluttar norrut. Runt Villardeciervos är det glesbefolkat, med 8 invånare per kvadratkilometer. Närmaste större samhälle är Ríofrío de Aliste, 16,5 km sydost om Villardeciervos. I omgivningarna runt Villardeciervos växer i huvudsak barrskog.